# 室賀満俊
室賀 満俊（むろが みつとし）は、戦国時代の武将、江戸幕府旗本。

## 略歴
室賀氏は信濃国更級郡に割拠する豪族。
甲斐国の戦国大名・武田勝頼の家臣だったが、天正10年（1582年）3月の織田信長の甲州征伐により武田氏が滅んだ後、兄の正武が真田昌幸に謀殺されると徳川家康の下へ降った。天正12年（1584年）上杉氏から徳川方へ鞍替えした兄・屋代秀正とともに上杉景勝と戦い、功があったという。天正13年（1585年）秀正とともに虚空蔵山城に入って上杉軍と戦ってこれを撃退した。その後も徳川氏に仕え、慶長19年（1614年）から始まった大坂の陣には冬夏双方に出陣した。元和7年（1621年）には徳川家光の槍奉行となった。没後の家督は秀正の次男・正俊が継承した。